# 外国人墓地

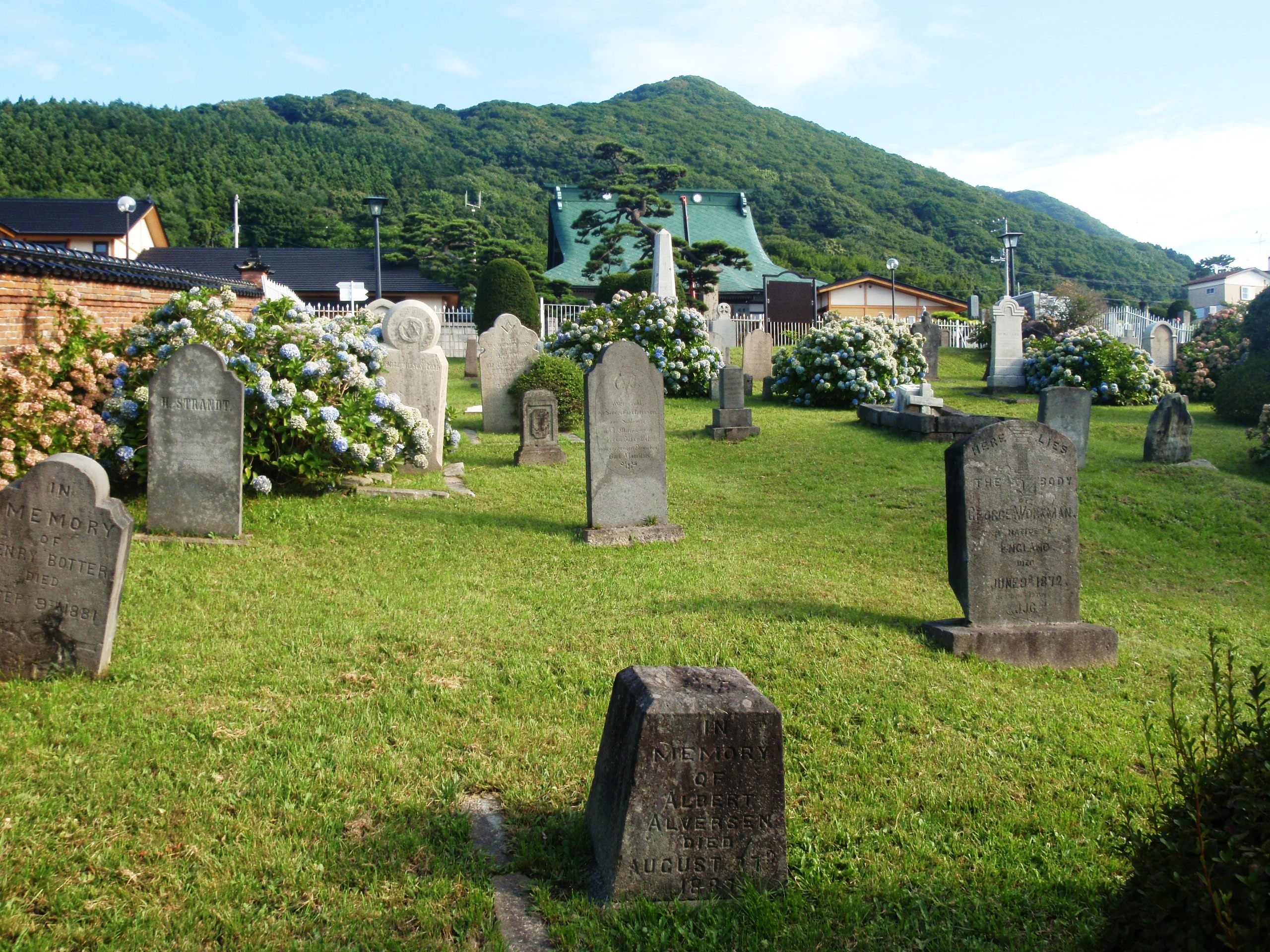
外国人墓地(函館)

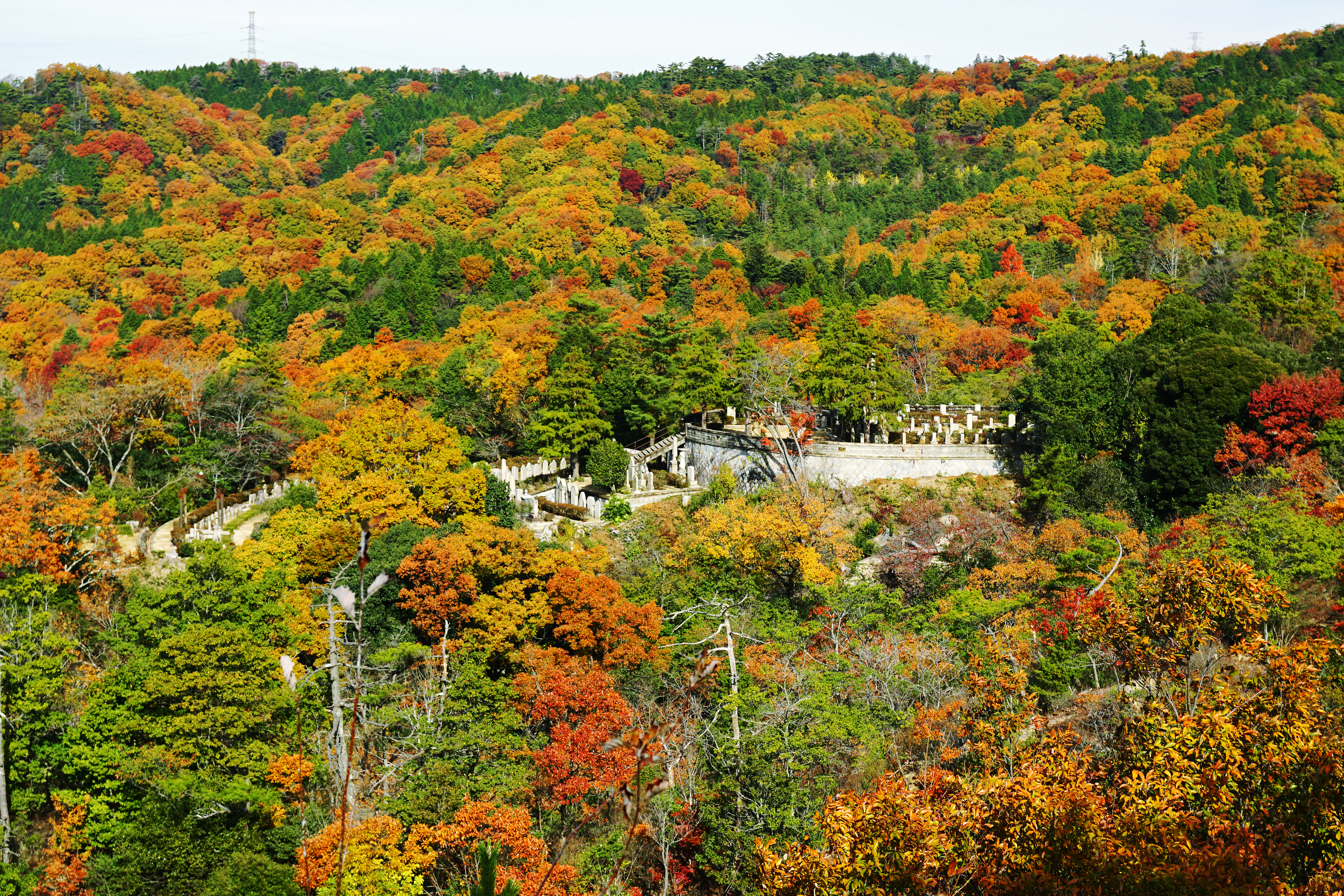
神戸市立外国人墓地

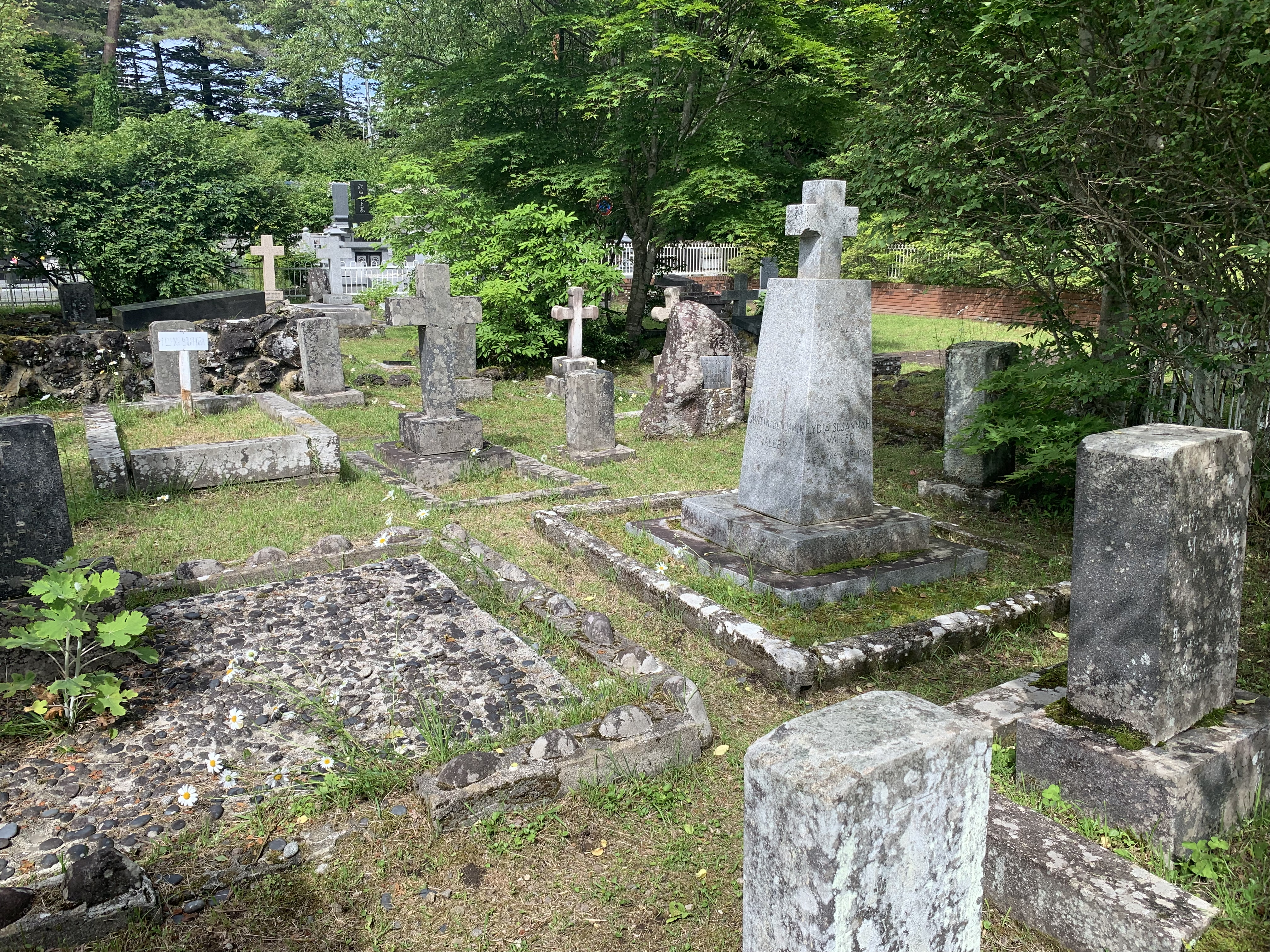
軽井沢外国人墓地

外国人墓地（がいこくじんぼち）は、19世紀から20世紀前半の日本において居留地に在住し、そこで死亡した外国人を埋葬するための墓地。

## 著名な外国人墓地
- 函館 - 函館山の山麓、函館市船見町にある。プロテスタント墓地、ロシア人墓地、中国人墓地からなる。詳細は「外国人墓地 (函館)」を参照のこと。
- 東京 - 青山霊園のなかに東京一の規模を持つ外国人墓地があるが、墓の維持費を払っていない遺族が多いため公園となる可能性もある。他にも多磨霊園、染井霊園、谷中霊園、雑司ヶ谷霊園などの古い墓地に外人墓地区画がある。
- 横浜 - 山手の横浜外国人墓地は半ば観光地化されており、「かながわの景勝50選」にも選ばれている。横浜にはこの他に中華義荘、根岸外国人墓地、英連邦戦死者墓地もあり、詳細は「横浜市内の外国人墓地」を参照のこと。
- 軽井沢 - 宣教師など避暑地として別荘を所有していた外国人の墓地。旧軽井沢六本辻の近く、軽井沢霊園の一角にある。居留地以外の地域に外国人墓地がある唯一の例で、”WE LOVED KARUIZAWA”と刻まれた墓石があるなど、軽井沢に愛着を持っていた外国人が多く眠っている。
- 大阪 - 現在、大阪市設の服部霊園（豊中市）にある。
- 神戸 - 国指定の名勝。六甲山地は再度山の山頂近くにある。詳細は「神戸市立外国人墓地」を参照のこと。
- 長崎 - 稲佐地区、大浦地区、坂本地区にある。管理者は稲佐地区のみ悟真寺、残り2ヶ所は長崎市。